# York (Carolina do Sul)
York é uma cidade localizada no estado norte-americano da Carolina do Sul, no Condado de York.

## Demografia
Segundo o censo norte-americano de 2000, a sua população era de 6985 habitantes.
Em 2006, foi estimada uma população de 7465, um aumento de 480 (6.9%).

## Geografia
De acordo com o United States Census Bureau tem uma área de
20,6 km², dos quais 20,4 km² cobertos por terra e 0,2 km² cobertos por água. York localiza-se a aproximadamente 184 m acima do nível do mar.

## Localidades na vizinhança
O diagrama seguinte representa as localidades num raio de 20 km ao redor de York.